# Зоїров Шахобідін Шокірович
Зоїров Шахобідін Шокірович (узб. Shahobiddin Shokirovich Zoirov, нар. 3 березня 1993, Каган, Бухарська область, Узбекистан) — узбецький професійний боксер, що виступає в найлегшій ваговій категорії. Олімпійський чемпіон 2016 року, чемпіон світу, призер чемпіонатів Азії та Азійських ігор. Боксер команди «Uzbek Tigres»

## Любительська кар'єра

### Азійські ігри 2014
- 1/8 фіналу:Переміг Чан Йонг (Китай)
- 1/4 фіналу:Переміг Гаурав Бідхурі (Індія)
- 1/2 фіналу:Переміг Мухаммеда Васім (Пакистан)
- Фінал:Переміг Ільяса Сулейменова (Казахстан)

### Чемпіонат світу 2015
- 1/8 фіналу:Програв Ху Цзяньгуаню (Китай) — 0-3

### Олімпійські ігри 2016
- 1/16 фіналу:Переміг Брендана Ірвіна (Ірландія) — 3-0
- 1/8 фіналу:Переміг Антоніо Варгаса (США) — 3-0
- 1/4 фіналу:Переміг Ельвіна Мамішзаде (Азербайджан) — 3-0
- 1/2 фіналу:Переміг Йоеля Фіноля (Венесуела) — 3-0
- Фінал:Переміг Михайла Алояна (Росія) — 3-0

### Чемпіонат світу 2019
- 1/32 фіналу:Переміг Іхласа Гиличжанова (Туркменистан) — 5-0
- 1/16 фіналу:Переміг Родріго Марте (Домініканська Республіка) — 5-0
- 1/8 фіналу:Переміг Азата Усеналієва (Киргизстан) — 5-0
- 1/4 фіналу:Переміг Даніеля Асенова (Болгарія) — 5-0
- 1/2 фіналу:Переміг Білала Беннама (Франція) — 5-0
- Фінал:Переміг Аміта Пангал (Індія) — 5-0